# 고전유전학
고전유전학(古典遺傳學, 영어: classical genetics)은 DNA의 구조와 역할이 밝혀지기 이전에 멘델의 유전법칙을 중심으로한 유전학을 뜻한다. DNA의 염기서열과 유전자 발현을 중심으로한 현대의 분자유전학과 이전의 성과를 구분하기 위한 개념이다.

## 역사
19세기 후반 그레고어 멘델은 멘델의 유전법칙을 발견하여 유전에 대한 과학적 연구 시대를 열었다. 1909년 빌헬름 루드비그 요한센은 멘델이 "유전인자"라고 표현하였던 것의 개념을 유전형과 표현형으로 정립하였다. 같은 해 토머스 헨리 모건은 노랑초파리를 이용한 실험에서 유전형질이 염색체에 존재한다는 것을 증명하였고, 유전자의 개념을 정립하였다. 1927년에는 모건의 제자였던 멀러가 초파리에 인위적인 돌연변이가 일어나도록 조작하였으며 이러한 돌연변이가 유전된다는 것을 발견하였다.

## 예외의 발견
멘델의 유전법칙이 알려진지 얼마되지 않아 곧바로 독립의 법칙이 들어맞지 않는 많은 사례가 보고되었다. 멘델의 유전법칙은 사람의 혈액형과 같은 것에는 비교적 잘 들어맞았으나 동물의 털색과 같은 것은 그렇지 않았다. 이는 여러 종류의 유전자가 서로 연관되어 동물의 털색을 결정하기 때문이다. 개의 경우 다섯 종류의 유전자가 관여하는데, 이에 따라 개의 털색은 검은색, 노란색, 고동색 등을 지니게 되고 얼룩이 지거나 등에만 검은색이 나타나기도 한다. 이렇게 하나의 유전형질에 여러 유전자가 관여하는 현상을 유전자 연관이라 하는데, 이는 돌연변이에 의해 하나의 유전자 자리에 여러 대립형질이 놓이는 양적 형질 위치때문이다. 유전자 연관을 보이는 유전자들 사이에는 하나의 유전자가 다른 유전자들 보다 우선적으로 형질 결정에 작용할 수 있는데, 이를 상위성이라 한다.
멘델의 유전법칙이 들어맞지 않는 유전자 연관과 이후 발견된 돌연변이는 유전자에 대한 연구가 보다 심도있게 발전하는 계기가 되었고, 이후 분자유전학의 출발점이 되었다.

## 분자유전학
DNA의 발견과 이후 세포 수준에서의 유전자 발현에 대한 연구는 분자유전학의 핵심적인 사항이다. 1953년 제임스 D. 왓슨과 프랜시스 크릭은 X선 회절로 DNA의 구조를 밝혔다. 이들이 밝힌 DNA의 구조는 두 개의 뉴클레오타이드 사슬이 이중 나선의 형태로 꼬여 있는 모습이었다. 프레더릭 생어는 DNA의 염기서열을 밝힐 수 있는 방법을 찾아냈고, 이로써 게놈의 염기서열을 밝힐 수 있었다. 생어는 이 과정에서 DNA의 세 염기쌍이 코돈을 이루며 이 코돈이 전령 RNA를 전사하고 이를 통해 아미노산이 만들어진다는 것을 규명하였다.

## 연계분석
분자유전학의 발달에도 고전유전학의 의미는 여전히 유효하다. 많은 예외가 있음에도 멘델의 우열의 법칙과 독립의 법칙을 따르는 유전형질 역시 많이 존재하며, 더욱이 독립적인 유전자의 발현에 대한 관찰과 추론은 여전히 멘델의 방식을 따를 수 있기 때문이다. 비만에 대한 유전적 영향의 분석을 위해서 유전자와 유전형질에 대한 연계분석이 진행되고 있는데, 이는 고전유전학과 분자유전학이 연계되는 좋은 예이다.

## 같이 보기
- 그레고어 멘델
- 토머스 헌트 모건
- 분자 유전학